# Myzomela caledonica
El mielero de Nueva Caledonia (Myzomela caledonica) es una especie de ave paseriforme de la familia Meliphagidae endémica de Nueva Caledonia. A veces es considerado conespecífico con el mielero escarlata (Myzomela sanguinolenta) de Australia.

## Descripción
Los adultos miden entre 10 y 12 cm de largo y pesan típicamente entre 6,5 y 8 gramos. Los machos son un poco más pesados que las hembras. El plumaje de esta especie presenta dimorfismo sexual, en el macho, la cabeza, el pecho y el dorso son escarlata, las alas y cola negras y el vientre y obispillo blancos. La hembra tiene la cabeza, el pecho y el dorso de color marrón opaco, un ligero rojo lavado en la cara y las alas y el vientre más opacos. Las aves juveniles son similares a la hembra.

## Distribución
Es endémico de Nueva Caledonia, donde se distribuye en la isla de Grande Terre y la isla de Los Pinos.